# Brancaleone Cugusi
Brancaleone Cugusi (* 23. September 1903 in Romana; † 3. Mai 1942 in Mailand) war ein Maler aus Romana.

## Leben
Der sardische Maler Brancaleone Cugusi wurde am 23. September 1903 in Romana (Provinz Sassari) als Sohn aus zweiter Ehe von Leonardo Cugusi, Arzt des Ortes, geboren.
Er war ein sehr unruhiges Kind. 1905 wurde er seinen Großeltern und seinen Tanten mütterlicherseits in Tempio Pausania anvertraut, um seiner schwangeren Mutter ein wenig Ruhe zu verschaffen.
1909 kam er zurück zu seiner Familie, die inzwischen nach Cheremule umgezogen war und wurde dort eingeschult. Brancaleone, der vom Großvater schon Lesen und Schreiben gelernt hatte, verweigerte nach ein paar Tagen die Schule und wurde zurückgeschickt nach Tempio Pausania.
Er beendete die Grundschule und wurde 1914 in die Klasse 6 des Internats Umberto Primo in Rom eingeschrieben. Er floh im Ersten Weltkrieg und kehrte nach Sardinien zurück, kam mit seinem Bruder Gugliemo in das Internat Salesiano von Lanusei bis zur mittleren Reife. Er erlangte einen Abschluss mit der Bewertung summa cum laude.
1920 ging er auf das Gymnasium in Cagliari, brach den Schulbesuch jedoch 1921 wegen Trauerfällen in der Familie ab.
1921 starb seine neugeborene Schwester Vera, und gleich danach seine Mutter Raffaela. Sie hinterließ sieben Kinder. Die jüngeren wurden von den Großeltern aufgenommen. Die größeren verließen die Schule und kehrten nach Cheremule zurück. Brancaleone widmete sich intensiv der Malerei.
1923 heiratete der Vater zum dritten Mal. Die Familie wurde vereint und die Kinder gingen wieder zur Schule.
1926 beendete Brancaleone die Schule. Er sollte studieren und bat seinen Vater um Bedenkzeit für die Wahl der Fakultät. Er widmete sich ein Jahr intensiv der Malerei. Auf Drängen der Familie schrieb er sich 1927 für das Jura-Studium ein. Er studierte zwei Jahre halbherzig und trieb sich in der Künstlerszene herum.
1929 rief ihn sein Vater zur Ordnung. Brancaleone entschied sich für die Malerei und zerstritt sich mit seinem Vater.
1930 zog er für einige Monate zu seinem Onkel Onorato Cugusi nach Mailand und anschließend zu seinem Onkel Efisio Cugusi nach Rom, fand schließlich 1931 ein armseliges Zimmer in der Nähe des Bahnhofs Termini. Er arbeitete als Plakatmaler und beim Modehaus „La Rinascente“ als Modezeichner unter dem Pseudonym „Navarro“. Mit Ansichtskarten von Landschaften und Stillleben besserte er sein Einkommen auf.
Brancaleone kehrte 1934 krank und verschuldet zu seinem Vater nach Sardinien zurück.
1935 zog er nach Cagliari zu seinem Bruder Guglielmo. Er erholte sich, malte seinen Bruder und dessen Frau Cesira. Mit Cesira und deren Schwester Alda machte er einen „Vertrag zur Finanzierung und Produktion von Bildern“ für ein Jahr. Es wurden vier Jahre daraus, von 1936 bis 1940.
Brancaleone wechselte die Technik und das Format. Die kleinen Formate waren nun Vergangenheit. Er malte seine Porträts in Lebensgröße. Seine neue Technik nannte er „a mezza pasta“, schließlich „a tutta pasta“. Und er perfektionierte die „Raster-Technik“, denn das gesamte Werk des sardischen Malers Brancaleone Cugusi aus Romana besteht in Wirklichkeit aus Reproduktionen von Fotografien.
1940 kehrte er für ca. ein Jahr nach Rom zurück und eröffnete ein Atelier in der Via di Villa Ruffo. Er malte sechs Werke, finanziert von Antonello Zintu und drei Werke, finanziert von seinem Onkel Efisio.
1941 kehrte er nach Tempio zurück und realisierte seine letzten drei Werke, darunter sein Meisterwerk: Der Junge mit dem Regenmantel.
1942 ging er nach Mailand, wo seine erste Ausstellung vorbereitet wurde. Sein Gesundheitszustand wurde immer schlechter und am 3. Mai 1942 starb er in einer Klinik in Mailand. Am 31. Mai wurde die Ausstellung eröffnet. Sie wurde ein Erfolg. Durch die Wirren des Krieges wurde das Werk Brancaleones nicht bekannt. Er geriet in Vergessenheit.
Erst 2003 erforschte der Kunstkritiker Vittorio Sgarbi das Leben und das Werk Brancaleones. „Kein Maler, nicht einmal Caravaggio, hat den Schatten so gemalt wie Cugusi“.
Am 16. April 2004 eröffnete in Cagliari eine Ausstellung, begleitet von Sgarbi. Sie wurde ein Erfolg. Brancaleone bekam endlich die verdiente Anerkennung.

## Zeitzeuge
Jung und Alt
1940 kam ein Maler mit dem Namen „Brancaleone Cugusi da Romana“ in Tempio Pausanio (einem Dorf auf Sardinien) an. Er war bereits ein bekannter Maler und suchte nach einem Modell, das Tempios Jugendliche repräsentiert. Er fand einen 16 Jahre alten Studenten und malte sein Porträt.
Dieses Porträt ist zurzeit eines der bedeutendsten Gemälde des beginnenden 20. Jahrhunderts. 2010 findet der Porträtierte, inzwischen 86 Jahre alt, den jungen Studenten auf diesem Gemälde wieder: sein Name ist Tonuccio Addis.

## Werke
- Giovane con l’impermeabile (1940–1941), Junge mit Regenmantel – Milano Civica Galleria d’Arte Moderna
- Ritratto di studioso (1940–1941), Porträt des Gelehrten – Rom, Privatbesitz
- Pensieri tristi (1940–1941), Traurige Gedanken – Toffia (Rieti), Privatbesitz
- Ragazzo (1940–1941), Junge – Rom, Privatbesitz
- Contadino in verde (1938–1940), Bauer in grün – Cagliari Privatbesitz
- Le cucitrici (1936), die Näherinnen – Cagliari Privatbesitz
- Vecchia Sarda (1936–1937), alte Sardin – Roma, Privatbesitz
- Ritratto del fratello Guglielmo (1935), Porträt vom Bruder Guglielmo – Cagliari, Privatbesitz
- La danzatrice (1932–1933), die Tänzerin – Cagliari, Privatbesitz
- Ritratto di Chiccu (1936–1940), Porträt von Chiccu – Rom, Privatbesitz
- Giovanne assorto (1940–1941), Junge versunken (in Gedanken versunken) – Mailand, Privatbesitz

## Ausstellungen
- 31. Mai 1942 Mailand,
- 14. April 2004 Cagliari, Exmá
- 18. Juni 2004 Sassari, Museo d’Arte Contemporanea Masedu